# Trò chơi truyền hình
Trò chơi truyền hình (tiếng Anh: Game show) là một dạng hoạt động văn hóa, giải trí được hình thành sau khi truyền hình trở thành một phương tiện truyền thông đại chúng. Trò chơi truyền hình gồm rất nhiều loại hình như: trò chơi trí tuệ, trò chơi vận động, trò chơi giải trí, trò chơi mạo hiểm, v.v...
Trò chơi truyền hình là một thể loại giải trí truyền hình trong đó các thí sinh cạnh tranh để giành lấy phần thưởng. Các chương trình này có thể có sự tham gia hoặc biểu diễn và thường do người dẫn chương trình chỉ đạo, phổ biến các quy tắc của chương trình cũng như bình luận và tường thuật khi cần thiết. Trong hầu hết các chương trình trò chơi truyền hình, các thí sinh phải trả lời câu hỏi hoặc giải đố, thường để giành được tiền hoặc giải thưởng. Các trò chơi truyền hình thường thưởng cho người chơi các giải thưởng như tiền mặt, các chuyến đi và hàng hóa, dịch vụ do nhà tài trợ của chương trình cung cấp.
Phần lớn các trò chơi truyền hình thường được thực hiện tại trường quay của đài truyền hình hoặc trong một diện tích hẹp phù hợp với hoạt động thu hình, do đó số lượng người chơi thường không lớn. Hiện nay, các trò chơi truyền hình được các công ty chuyên cung cấp bản quyền trò chơi truyền hình sáng tạo và sản xuất thử. Các hãng truyền hình, các công ty quảng cáo sẽ mua lại bản quyền các trò chơi này và thực hiện lại chúng.

## Lịch sử
Tiền thân của trò chơi truyền hình là các chương trình trò chơi trên đài phát thanh; theo luật, người chơi phải đưa ra câu trả lời chính xác cho câu hỏi của người dẫn chương trình. Trong những năm 1940 và 1950, các game show với định dạng tương tự bắt đầu xuất hiện trên truyền hình, ngay lập tức nhận được sự yêu thích lớn. Ở Mỹ, các chương trình phổ biến nhất là The $64,000 Challenge, Twenty One và Dotto .
Vào năm 1958, để chạy theo rating, nhà sản xuất của trò chơi truyền hình mới Dotto đã nhắc những người tham gia các câu trả lời đúng. Điều này dẫn đến việc chương trình bị đóng cửa và một số vụ bê bối tương tự trong các trò chơi truyền hình nổi tiếng khác. Do đó, các công ty truyền hình bắt đầu chú ý hơn đến định dạng của những trò chơi truyền hình không liên quan đến trí tuệ và sự uyên bác: The Price Is Right, Password,...
Các chương trình tương tự cũng xuất hiện ở Liên Xô - đầu tiên là Buổi tối của những câu hỏi vui (tiếng Nga: Вечер весёлых вопросов, 1958), sau đó là Câu lạc bộ những người thông thái và vui tính (KVN, tiếng Nga: Клуб весёлых и находчивых) vào năm 1961, nơi những người tham gia tranh tài không chỉ về kiến thức mà còn về trí thông minh. Vào năm 1975, một trong những trò chơi truyền hình phổ biến nhất ở Liên Xô, Cái gì? Ở đâu? Khi nào?, đã được ra mắt. Trong chương trình, các đội tham gia cùng nhau trả lời các câu hỏi đã được khán giả gửi về từ trước.

## Trò chơi truyền hình tại Việt Nam

### Lịch sử

#### Giai đoạn những năm 1990-2004
Những năm đầu thập niên 1990 là thời điểm thiếu sân chơi cho giới trẻ, truyền hình còn nghèo nàn về giải trí. Đứng trước sự thay đổi nội dung chương trình qua Kênh 7 (HTV7 - Đài Truyền hình Thành phố Hồ Chí Minh), cùng với mong muốn của Nhà văn hóa Thanh niên TP. HCM, cả hai đơn vị đã tạo nên một trò chơi truyền hình về âm nhạc, ca hát mang tên "Âm nhạc và Tuổi trẻ", một trong những trò chơi truyền hình đầu tiên của HTV và cả nước, sau Đố em trên kênh 9 những năm 1970 - 1980. Chuơng trình đã thu hút một lượng người xem rất lớn trên kênh HTV7 thời điểm đó tại Nam Bộ.
Đến năm 1996, kênh VTV3 của Đài Truyền hình Việt Nam - với nội dung chủ yếu lúc đó là thể thao và giải trí - chính thức được lên sóng cùng với SV 96 - một sân chơi dành cho sinh viên. Ngay khi ra mắt, SV 96 đã tạo nên tiếng vang trên toàn quốc, trở thành thương hiệu không thể thiếu của kênh VTV3 thời điểm đó. Trò chơi truyền hình tại Việt Nam chính thức phát triển từ đây. Sau đó, một loạt game show khác cũng do kênh này sản xuất và lần lượt được phát sóng như Trò chơi liên tỉnh, Những người bạn ngộ nghĩnh, 7 sắc cầu vồng, Nốt nhạc tình yêu, Đường lên đỉnh Olympia... đã gây ấn tượng với khán giả cả nước.
Đầu thập niên 2000 chứng kiến sự bùng nổ mạnh mẽ của game show, khi các đài truyền hình lớn đều sản xuất game show để cạnh tranh, trong số đó gồm HTV với Vui để học, Chung sức, Trúc xanh, Rồng vàng, Nốt nhạc vui,...; Đài Phát thanh - Truyền hình Hà Nội với Khỏe & khéo, Vượt qua thử thách, Đuổi hình bắt chữ...; VTV với Chiếc nón kỳ diệu, Hành trình văn hóa, Trò chơi âm nhạc, Đường đến vinh quang, Trò chơi điện ảnh, Sóng nước phương Nam, Hãy chọn giá đúng, .... Trong giai đoạn này, đa số các trò chơi truyền hình đều thuộc thể loại hỏi đáp kiến thức, hay mang tính quảng cáo như Hãy chọn giá đúng, Siêu thị may mắn,... Giai đoạn này còn có các game show ca nhạc, thể hiện tài năng ở quy mô nhỏ.
Ngoài ra, đây là thời điểm truyền hình tương tác phát triển mạnh mẽ, dẫn đến sự ra đời của những game show tương tác trực tiếp như: Vui cùng Hugo, Stinky & Stomper, Giải trí với truyền hình (chương trình diễn ra trong các giải đấu thể thao),...

#### Giai đoạn 2005-2015
Từ nửa sau thập niên 2000, trò chơi truyền hình có sự phát triển mạnh mẽ, từ việc xuất hiện vào tất cả các ngày trong tuần trên HTV7 và VTV3 đến sự đổi mới về nội dung truyền hình thực tế. Đầu năm 2005, VTV3 ra mắt chương trình Khởi nghiệp và ngay lập tức thu hút lượng người xem mỗi tuần. Đây có thể được xem là chương trình truyền hình thực tế tiên phong tại Việt Nam. Cùng năm đó, Vượt lên chính mình, Ngôi nhà mơ ước - một dạng khác của truyền hình thực tế - lần lượt được lên sóng trên HTV.
Tuy nhiên, Phụ nữ thế kỷ 21 (2006) mới thật sự là chương trình truyền hình thực tế đúng nghĩa đầu tiên tại Việt Nam. Ngay khi ra mắt khán giả truyền hình, chương trình đã tạo được sự chú ý bởi tính tươi mới, chân thật và thẳng thắn. Là một cuộc thi truyền hình nhưng các thí sinh được thoải mái bộc lộ quan điểm và cá tính, những điểm mạnh và điểm yếu của bản thân để từ đó phác họa nên những nét độc đáo của phụ nữ ngày nay.
Sau đó, đến năm 2007, công ty Đông Tây Promotion cũng đã thực hiện thành công Vietnam Idol mùa đầu tiên, trong khi VTV tự sản xuất chương trình Đồ rê mí. Hai chương trình này đã mở đầu cho các chương trình thi tìm kiếm tài năng trên truyền hình. Bước sang những năm 2010, các trò chơi truyền hình dần có sự chuyển biến về hình thức, khi nhiều chương trình truyền hình thực tế ăn khách trên thế giới lần lượt được mua bản quyền và sản xuất tại Việt Nam như: Thử thách cùng bước nhảy, Bước nhảy hoàn vũ, Giọng hát Việt, Nhân tố bí ẩn, Gương mặt thân quen,... Chưa dừng lại ở đó, giải thưởng dành cho người chơi khi tham gia còn tăng lên đáng kể, có chương trình lên đến 1 tỷ đồng như Một phút để chiến thắng (phát sóng trên HTV7 năm 2012).
Sự xuất hiện của chương trình Giọng hát Việt nhí vào năm 2013 đã làm khuynh đảo thị trường game show dành cho trẻ em nói riêng và truyền hình nói chung. Sau thành công của chương trình, các chương trình truyền hình thưc tế tìm kiếm tài năng dành cho thiếu nhi lần lượt xuất hiện, như Gương mặt thân quen nhí, Bước nhảy hoàn vũ nhí, Vũ điệu tuổi xanh,...
Giai đoạn này cũng là thời điểm các chương trình hẹn hò, tình yêu bắt đầu xuất hiện trên truyền hình như Bạn muốn hẹn hò, Điểm số hoàn hảo, Vợ chồng son...

#### Giai đoạn 2015-2019
Sự phát triển của công nghệ thông tin đã dẫn đến sự thay đổi không ngừng của ngành truyền hình, và trò chơi truyền hình cũng không ngoại lệ. Giai đoạn này xuất hiện các trò chơi truyền hình, chương trình hẹn hò chiếu mạng (web series) như: Dare Pong, Dare & Kiss,... Tuy nhiên, các chương trình này hầu hết đều không tạo được dấu ấn, một số chương trình còn bị khán giả "ném đá" vì không phù hợp với thuần phong mỹ tục.
Những năm 2015 - 2016, các trò chơi truyền hình thiên về hài hước bùng nổ mạnh mẽ, khi nhiều nghệ sĩ hài nổi tiếng lần lượt xuất hiện trên các chương trình truyền hình. Trò chơi truyền hình ở giai đoạn này có sự đa dạng mọi hình thức, từ ca hát, diễn xuất, vận động, thử thách đến cách thức pha trò của giám khảo, khách mời. Các đài truyền hình nhỏ lẻ hơn cũng không nằm ngoài sức hút đó. Chương trình Cười xuyên Việt phát sóng trên THVL1 và Thách thức danh hài trên HTV7 (cùng lên sóng vào giữa năm 2015) đã tạo cơn sốt lớn trên truyền hình lúc bấy giờ, nhất là với một số đài truyền hình địa phương. Kéo theo thành công của hai chương trình trên, các game show về ca nhạc, hài hước,... liên tục xuất hiện trên các đài truyền hình địa phương với tần suất dày đặc. Thế nhưng, hàng loạt các bê bối, tranh cãi đã xảy ra (tiêu biểu là sự việc giữa Hương Giang và Trung Dân trong chương trình Siêu sao đoán chữ vào năm 2017) khiến các game show hài giảm đi sức hút và trở nên thoái trào.
Sau khi sức hút của các chương trình hài giảm mạnh, khán giả bắt đầu tìm đến các thể loại giải trí khác nhau. Giai đoạn 2018 trở về sau chứng kiến sự lên ngôi của các trò chơi truyền hình thiên về trí tuệ từng rất đình đám ở những năm 2000, như Nhanh như chớp, 5 vòng vàng kỳ ảo, Tường lửa, Vượt thành chiến, Quả cầu bí ẩn.... Chương trình Nhanh như chớp (lên sóng lần đầu năm 2018) với hình thức đố mẹo kết hợp với kiến thức thực tế, cùng với các yếu tố hài hước đã gây ấn tượng với khán giả truyền hình, và ngay lập tức giành giải Mai Vàng cho Chương trình truyền hình được yêu thích nhất chỉ sau một năm lên sóng. Các game show ở thời điểm này cũng được đầu tư mạnh mẽ, điển hình như Tường lửa (lên sóng năm 2019) đã trở thành trò chơi truyền hình có giải thưởng cao nhất tại Việt Nam, cao hơn gấp 5 - 6 lần so với nhiều chương trình trước đây. Hay Siêu trí tuệ Việt Nam (lên sóng cùng năm), được mua bản quyền từ format Siêu trí tuệ từng gây tiếng vang lớn trên toàn thế giới. Một số chương trình khác như Ký ức vui vẻ, Running Man Vietnam,... cũng rất thu hút khán giả.

#### Giai đoạn 2020-nay
Đại dịch COVID-19 bùng phát ở trên thế giới cũng như tại Việt Nam đã gây ra nhiều khó khăn cho các công ty cũng như đài truyền hình khi game show bị thiếu hụt sản phẩm do phải dừng mọi hoạt động ghi hình trong thời gian chưa xác định, vì không thể quy tụ ê-kíp sản xuất hàng chục người. Nhiều khung giờ buộc phải phát lại các chương trình cũ thay vì phát sóng chương trình mới. Một số chương trình truyền hình buộc phải thay đổi mô hình sản xuất để kịp tiến độ lên sóng mà vẫn đảm bảo hạn chế tiếp xúc, điển hình là Ai là triệu phú khi phải thay đổi luật chơi khi không có khán giả tại trường quay. Những game show truyền hình thực tế bị hủy bỏ, còn với những chương trình phát mới có khán giả phải ghi rõ thời gian ghi hình khi phát sóng. Bên cạnh đó, nhiều game show cũng đề cập đến đại dịch, với mục đích tuyên truyền cũng như động viên tinh thần người dân.
Tháng 8 năm 2020, Rap Việt và Thế giới Rap - King of Rap đã tạo nên làn gió mới cho thể loại game show liên quan đến hip hop tại Việt Nam. Đặc biệt, với chương trình Rap Việt, chương trình chung kết 2 đã tạo nên kỷ lục khi phát trên nền tảng YouTube với hơn 1 triệu lượt xem cùng lúc trên nền tảng này, cao nhất Việt Nam tại thời điểm phát sóng.

### Tổng quan
Tại Việt Nam, trò chơi truyền hình phát triển với tốc độ rất nhanh, hầu hết tất cả các đài lớn đều cho ra đời nhiều chương trình mới, lùng sục bản quyền từ các nước Châu Âu, Mỹ, Trung Quốc, Đông Nam Á, Hàn Quốc, Nhật Bản, Úc, xem kẽ các chương trình thuần Việt. Hoạt động mạnh nhất là kênh THVL1 của Đài Phát thanh - Truyền hình Vĩnh Long, kênh HTV7 của Đài truyền hình Thành phố Hồ Chí Minh, kênh VTV3 của Đài truyền hình Việt Nam, và một số kênh khác như HTV2, HTV9, VTV8, VTV9, Đài PTTH Đồng Nai, Bình Dương, Vũng Tàu, VTC....
Hiện nay, Việt Nam đã nhập khẩu và sản xuất hơn 300 chương trình trò chơi truyền hình, truyền hình thực tế,... trải dài trên các kênh sóng, lấn át các khung giờ vàng trong tuần trên các kênh.

### Những mặt hạn chế và tiêu cực
Có ý kiến cho rằng khoảng vài năm trở lại đây, các game show do các đài truyền hình tự sản xuất giảm sức hút, không còn hấp dẫn như trước. Những game show, chương trình gây chú ý thường là của tư nhân, hợp tác phát sóng theo chủ trương xã hội hóa. Nhiều gameshow giờ đây đã không còn giữ được một lượng khán giả đông đảo, một phần vì hầu hết các gameshow đều có người chơi là người nổi tiếng, và khán giả xem truyền hình gần như mât đi cơ hội tham gia chương trình, không còn như thời xưa. Sự áp lực doanh thu quảng cáo cũng là một phần nguyên nhân khiến nhiều chương trình giải trí bậc nhất một thời như Chiếc nón kì diệu, Hãy chọn giá đúng, Đấu trường 100,.. phải dừng phát sóng.
Những năm gần đây, hàng loạt chương trình cũng nhiều lần gây bão dư luận với những scandal như dàn xếp kết quả, nội dung thiếu văn hóa hay nghệ sĩ xúc phạm nhau khi cùng tham gia một chương trình, v.v...

## Trong nghệ thuật
- Năm 1994, bộ phim "TV Show" được phát hành, dành riêng cho vụ bê bối xung quanh trò chơi truyền hình Dotto vào năm 1958.
- Robert Sheckley năm 1958 đã viết truyện ngắn "The Prize of Peril", đề cập đến việc thắt chặt các chương trình truyền hình trong tương lai. Câu chuyện này sau đó được Stephen King dựng lại thành tiểu thuyết "Running Man" (1982) và bộ phim cùng tên năm 1987, trong đó cốt truyện xoay quanh trò chơi truyền hình chết chóc The Running Man. Cuốn tiểu thuyết và bộ phim lấy bối cảnh vào năm 2017.